# Columbia (Pennsylvanie)
Pour les articles homonymes, voir Columbia.
Columbia, anciennement Wright's Ferry, est un borough du comté de Lancaster en Pennsylvanie. Il a été fondé en 1726 par des quakers anglais du comté de Chester dirigés par l'homme d'affaires et évangéliste John Wright. Il  est situé à 45 km au sud-est de Harrisburg sur la rive gauche de la rivière Susquehanna. À la fin de la guerre d'indépendance, le site fut quelque temps en concurrence avec la future ville de Washington pour devenir la capitale des États-Unis.
Sa population était de 10 400 habitants en 2010.

## Source
- (en) Cet article est partiellement ou en totalité issu de l’article de Wikipédia en anglais intitulé « Columbia, Pennsylvania » (voir la liste des auteurs).